# Hermann Abendroth
Hermann Abendroth (ur. 19 stycznia 1883 we Frankfurcie nad Menem, zm. 29 maja 1956 w Jenie) – niemiecki dyrygent i kompozytor.
Studiował w Monachium. Długoletni dyrygent i dyrektor konserwatorium w Kolonii. Następnie kapelmistrz orkiestry Gewandhaus w Lipsku (1934–1945). Od 1946 dyrygent w Weimarze, Lipsku i Berlinie. Laureat Nagrody Państwowej NRD (1949). Odznaczony Srebrnym Orderem Zasług dla Ojczyzny (1954).
W październiku 1924 r. poprowadził gościnnie Łódzką Orkiestrę Filharmoniczną, w drodze na tournée po ZSRR.
Jego nazwisko figurowało na Gottbegnadeten-Liste (Lista obdarzonych łaską Bożą w III Rzeszy).